# Друтарня (Мазовецьке воєводство)
Друтарня (пол. Drutarnia) — село в Польщі, у гміні Пшисуха Пшисуського повіту Мазовецького воєводства.
У 1975-1998 роках село належало до Радомського воєводства.